# Liste des dirigeantes de la Grande Loge féminine de France
Les dirigeantes de la Grande Loge féminine de France portent depuis la création de l'obédience en 1945, le titre de « Grande-maîtresse ». Elles sont élus au suffrage universel indirect pour un mandat de un an renouvelable deux fois ,.

## XXesiècle
- 1946-1948 : Anne-Marie Gentily (UMFF)
- 1948-1950 : Gisèle Faivre 1er mandat (UMFF)
- 1950-1953 : Andrée Czoriff (GLFF)
- 1953-1954 : Gisèle Faivre  2e mandat
- 1954-1955 : Liberté Morté 1er mandat
- 1956-1958 : Rosette Anckaert
- 1958-1959 : Fabienne l’Écharpe 1er mandat
- 1959-1960 : Gisèle Faivre 3e mandat
- 1961-1962 : Liberté Morté 2e mandat
- 1962-1964 : Gisèle Faivre 4e mandat
- 1965-1966 : Fabienne l’Écharpe 2e mandat
- 1967-1968 : Gisèle Faivre  5e mandat
- 1969-1970 : Gilbert Arcambal
- 1970-1972 : Liberté Morté 3e mandat
- 1973-1974 : Edwige Prud'homme
- 1975-1976 : Gilberte Colaneri 1er mandat
- 1977-1979 : Yvonne Dornès
- 1980-1982 : Gilberte Colaneri 2e mandat
- 1983-1984 : Pauline Salmona 1er mandat
- 1984-1985 : Nicole Pinard  1er mandat
- 1986-1988 : Pauline Salmona 2e mandat
- 1989-1991 : France Sornet
- 1992-1993 : Jeannine Augé
- 1993-1995 : Marie-France Coquard
- 1996-1997 : Marylène Vannier
- 1997-1999 : Nicole Pinard 2e mandat

## XXIesiècle
- 2000-2002 : Marie-France Picart
- 2003-2005 : Marie-Françoise Blanchet
- 2006-2008 : Yvette Nicolas
- 2009-2011 : Denise Oberlin[3]
- 2012-2014 : Catherine Jeannin-Naltet[4]
- 2015-2017 : Marie-Thérèse Besson[3]
- 2018-2020 : Marie-Claude Kervella-Boux[5]
- 2021-2023 : Catherine Lyautey[6].
- 2024- : Liliane Mirville[7].